# Папац, Саша
Са́ша Па́пац (сербохорв. Saša Papac / Саша Папац; род. 7 февраля 1980, Мостар, СФРЮ) — боснийский футболист. Выступал за сборную Боснии и Герцеговины.

## Клубная карьера
Начал карьеру в 2000 году в клубе высшей боснийской лиги «Широки Бриег», провёл в его составе один сезон, затем перешёл в австрийский клуб «Кернтен», селекционеры которого заметили молодого защитника во время игры за молодёжную сборную Боснии. За «Кернтен» провёл три сезона, был одним из ведущих игроков клуба. В первые два сезона команда находилась в середине таблицы высшей лиги, а в третьем сезоне (2003/04) заняла последнее место в лиге и вылетела. После этого Папаца пригласила к себе одна из сильнейших команд Австрии — венская «Аустрия». За два проведённых в её составе сезона Папац выиграл чемпионат и два Кубка Австрии. 31 августа 2006 года Папац перешёл в «Рейнджерс», сумма трансфера составила 450 тыс. фунтов стерлингов. Вместе с ним тогдашний тренер «Рейнджерс» Поль Ле Гуэн приобрёл ещё двух игроков «Аустрии» — Либора Сьонко и Филипа Шебо. В январе 2007 года Ле Гуэна сменил на тренерском мостике Уолтер Смит, и с его приходом Папац на некоторое время потерял место в составе, но затем был переведён из центра обороны на её левый край и снова стал игроком основного состава. В своём первом сезоне в Глазго стал в составе команды вторым в шотландском первенстве. В сезоне 2007/08 «Рейнджерс» повторили этот результат (оба раза их опережал принципиальный соперник — «Селтик»), выиграли Кубок Шотландии и Кубок шотландской лиги и дошли до финала Кубка УЕФА, где уступили «Зениту» (0:2). Папац в том сезоне регулярно выходил на поле во всех турнирах. В сезоне 2008/09 Папац внёс свой вклад в победу «Рейнджерс» в чемпионате и Кубке Шотландии.

## Выступления за сборную
Дебютировал в национальной команде 7 сентября 2002 года в матче с Румынией, проигранном боснийцами 0:3. В 2002—2006 годах был одним из основных защитников сборной, сыграв 25 матчей. Последний матч за сборную Папац провёл 11 октября 2006 года против Греции, на тот момент действующего чемпиона Европы, боснийцы проиграли тот матч со счётом 0:4, в чём была немалая вина Папаца, которого удалили при счёте 0:1. 1 ноября Папац стал одним из 13 игроков сборной, подписавших письмо против действующего руководства Футбольного союза Боснии и Герцеговины, присоединившись к бойкоту, который ранее объявили сборной её многолетние лидеры Сергей Барбарез и Элвир Болич. В марте 2007 года, перед очередным матчем сборной, Папац отказался играть за неё, вновь сославшись на разногласия между ним и футбольной ассоциацией страны. В январе 2008 года, когда команду ненадолго возглавил Мехо Кодро, Папац собирался было вернуться в сборную, но затем, когда Кодро сменил Мирослав Блажевич, вызвавший Папаца в команду, Саша отказался играть и объявил об окончательном завершении карьеры в сборной. Спортивный сайт «Sportin.ba» в связи с этой ситуацией отмечал, что она очень выгодна Блажевичу, который любую неудачу сборной мог объяснить отсутствием в ней ключевого игрока обороны.
После разговора с новым главным тренером сборной Сафетом Сушичем, Папац решил вернуться в команду перед товарищеским матчем против сборной Греции 10 августа 2011 года, но не принял в нём участия. Был вызван на официальные матчи отборочного турнира чемпионата Европы 2012 года против сборной Белоруссии 2 и 6 сентября. Игра с белорусами в Минске стала для Папаца первой за сборную после почти пятилетнего перерыва.

## Достижения
«Аустрия» Вена
- Чемпион Австрии: 2005/06
- Обладатель Кубка Австрии: 2004/05, 2005/06
- Бронзовый призёр чемпионата Австрии: 2004/05

 «Рейнджерс»
- Чемпион Шотландии: 2008/09, 2009/10, 2010/11
- Серебряный призёр чемпионата Шотландии: 2006/07, 2007/08
- Обладатель Кубка Шотландии: 2007/08, 2008/09
- Финалист Кубка УЕФА: 2007/08
- Обладатель Кубка шотландской лиги: 2007/08, 2009/10, 2010/11
- Финалист Кубка шотландской лиги: 2008/09